# БМД-4
БМД-4 (Бойова Машина Десанту-4) — російська бойова гусенична плаваюча машина, призначена для транспортування особового складу повітрянодесантних військ, підвищення його мобільності, озброєності і захищеності на полі бою. Авіадесантується парашутним, парашутно-реактивним або посадковим способом. Комплекс озброєння розроблений в Тульському ГУП «КБ приладобудування». БМД-4 створена на базі БМД-3 («Бахча»).
Екіпаж складається з 3 осіб та 5 десантників.

## Історія
Дослідна БМД-4 була прийнята на озброєння Збройних сил Росії 31 грудня 2004 року. У серпні 2005 року перша партія цих машин надійшла до 137-го гвардійського парашутно-десантного полку. Загалом для випробувань було випущено 60 одиниць, але в серійне виробництво бойова машина так і не пішла.
21 березня 2008 року на випробувальному полігоні Курганмашзаводу був продемонстрований модернізований варіант десантної машини — БМД-4М. Причиною модернізації стало банкрутство Волгоградського тракторного заводу.
Згідно з державною програмою озброєнь, затвердженою до 2015 року, Збройні сили Росії повинні були отримати до 2 тисяч модернізованих бойових машин десанту 4-ї моделі. Однак на пресконференції у квітні 2010 року начальник озброєння ЗС Росії, перший заступник міністра оборони В. А. Поповкін заявив, що БМД-4, окрім партії для випробувань у ВДВ, не надходили, і Міністерство оборони відмовляється від їх подальших закупівель.
Станом на березень 2010 року засоби десантування машини були відсутні, а проєкт було заморожено на етапі заводських випробувань.
Проте бойова машина десанту нового покоління БМД-4М все ж була сконструйована, схвалена Міністерством оборони та командуванням ВДВ. Вона була запропонована Курганмашзаводом у 2015 році як абсолютно нова техніка для Повітряно-десантних військ.
Перші передсерійні 17 одиниць БМД-4М були передані Рязанському вищому повітряно-десантному командному училищу та його навчальному центру (учасники Параду Перемоги-2015). У квітні та вересні 2016 року два батальйонних комплекти БМД-4М (62 одиниці) були передані 137-му гвардійському парашутно-десантному полку 106-ї гвардійської повітряно-десантної дивізії. На початку 2017 року 242-й навчальний центр ВДВ в Омську отримав ротний комплект БМД-4М (10 одиниць). У середині квітня 2017 року один батальйонний комплект БМД-4М (31 одиниця) отримала 31-ша окрема гвардійська десантно-штурмова бригада в Ульяновську, а 1 серпня 2017 року вона отримала ще один батальйонний комплект (31 машину). 6 лютого 2018 року 104-й гвардійський десантно-штурмовий полк у Черьохі отримав 31 бойову машину.
19 січня 2019 року ПАТ «Курганський машинобудівний завод» відправив до військ 62 одиниці БМД-4М (два батальйонних комплекти).

## Опис
Корпус БМД-4 має значну схожість із корпусом БМД-3, але з низкою нововведень. Екіпаж БМД-4 складається з трьох осіб: командира машини, навідника та механіка-водія. Вона може перевозити до п’яти десантників і є більш просторою порівняно з оригінальними БМД-1 та БМД-2. Підвіска складається з п'яти малих опорних котків і чотирьох підтримуючих роликів з кожного боку. Машина оснащена автоматичною трансмісією з п’ятьма передачами вперед і п’ятьма передачами назад.

### Озброєння

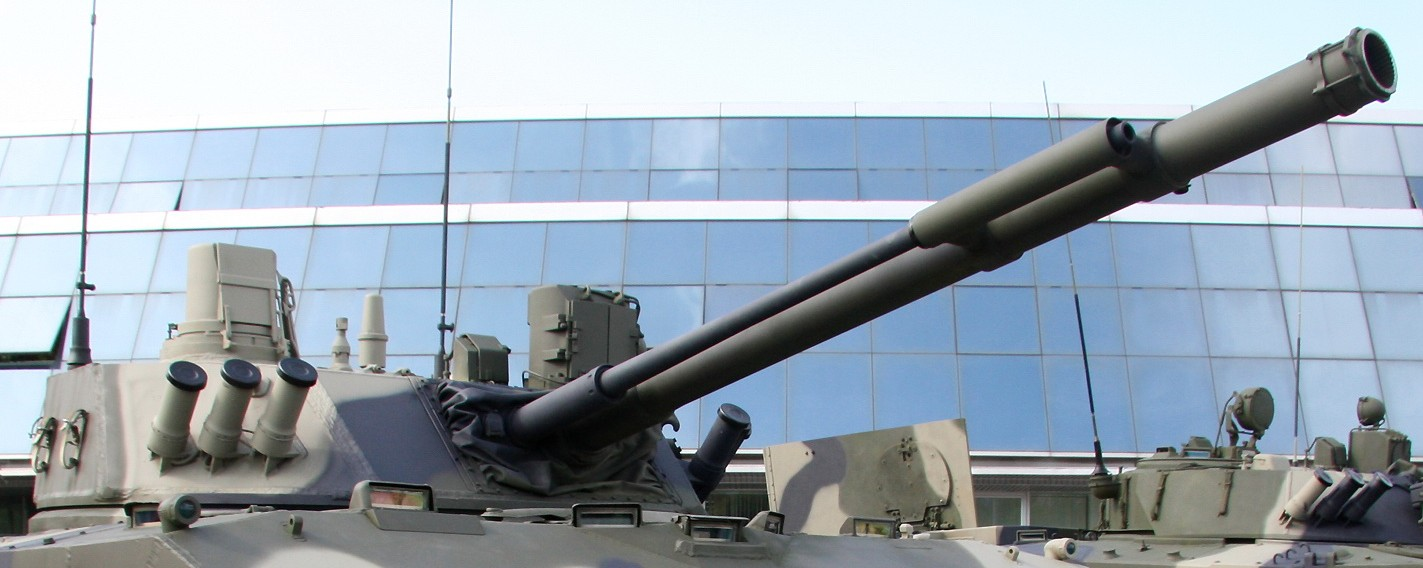
Башта та головне озброєння БМД-4

Склад базового озброєння (бойовий комплект):
- 100-мм гармата 2А70 (34 уламково-фугасних снаряда)
- 30-мм автоматична гармата 2А72 (500 пострілів)
- 7,62-мм кулемет ПКТМ (2 000 патронів)
- ПТКР 9М117М3 «Аркан» (чотири ПТКР)
- шість пускових установок відстрілу 81-мм димових гранат 902В або «Туча»

100-мм гармата здатна запускати протитанкову керовану ракету (ПТКР) 9М117М1 «Аркан», яка є подальшим розвитком ракети 9М117 «Бастіон». Ця ПТКР, вагою 21,5 кг, має бронепробиття 750–800 мм катаної гомогенної броні за динамічним захистом. Башта машини вміщує чотири ракети 9М117М1 і запускає їх через 100-мм гармату, що забезпечує важливу перевагу — повністю внутрішнє заряджання, на відміну від інших бойових машин піхоти, де заряджання виконується зовні.
«Аркан», рухаючись із середньою швидкістю 300 м/с, керується за допомогою лазерного променя і здатен знищувати цілі на відстані до 5,5 км.

### Мобільність
Як і попередня машина, БМД-4 здатна десантуватися з літака з усім екіпажем і десантниками всередині машини, що дозволяє миттєво вступати в бій після приземлення. Літак Іл-76 може транспортувати дві такі машини одночасно, у порівнянні з трьома БМД-1 або БМД-2. Її двигун — 2В-06-2, такий самий, як у БМД-3, і розвиває потужність 450 кінських сил (к.с.).
БМД-4 також повністю амфібійна, з двома водометами, встановленими з обох боків задньої частини корпусу, і може плавати зі швидкістю до 10 км/год за шкалою Бофорта до 2 балів. Завдяки високому співвідношенню потужності до ваги БМД-4 забезпечує кращу динаміку прискорення в порівнянні з іншими бойовими машинами піхоти. Максимальна швидкість на шосе становить 70 км/год, БМД-4 може долати ухили до 60° і бічні нахили до 35°. Машина здатна долати рови шириною 1,8 м і перешкоди висотою 0,8 м.
Підвіска БМД-4 — гідропневматична, з регульованим кліренсом від 130 до 530 мм, при цьому нормальний дорожній просвіт становить 450 мм. Регулювання кліренсу здійснюється водієм і може бути виконане протягом 10 секунд.

## Варіанти та модифікації
- БМД-4МК — командирський варіант, має додаткову радіостанцію і спеціально обладнані місця.
- БМД-4М — варіант з вузловою уніфікацією з БМП-3.
- 2С25 «Спрут-СД» — самохідна протитанкова гармата з гарматою калібром 125 мм.
- 2С42 «Лотос» — САУ з гарматою калібром 120 мм.
- БТР-МДМ «Ракушка» — бронетранспортер на базі БМД-4. Транспортує до 12 десантників.

## Бойове застосування

### Російсько-українська війна
Активно застосовувалась російською стороною під час російського вторгнення в Україну, захоплені одиниці після огляду переходили до українських військових.
В захоплених російських БМД-4 виявили систему керування вогнем та тепловізори французької компанії Thales.
Одна з захоплених БМД-4 була відправлена на ремонт на одному з підприємств УкрОборонПрому.
Іще одну машину БМД-4М 31-ї окремої десантно-штурмовій бригади Росії разом з доволі рідкісним РПГ-30 захопили на Луганщині на початку червня 2022 року бійці 24-ї окремої механізованої бригади імені короля Данила.
Станом на початок червня 2022 року редактори сайту Oryx змогли ідентифікувати фото- та відеодокази знищення понад 40 машин БМД-4М, що становить близько 10 % від всього парку цих машин у російській армії (близько 350 одиниць). 
18 вересня 2024 року під час атаки російських десантних підрозділів на одну з позиції 22-ої механізованої бригади на території Курської області одна із російських бойових машин десанту БМД-4 ледь не роздавила бійців свого десанту, котрі отримали відповідні травми й тому не могли продовжувати атаку.
24 січня 2025 року пресслужба 24 ОМБр імені короля Данила опублікувала відео зі знищенням 4 російських БМД-4. Машини були знищені в ході відбиття ворожого штурму в районі Часового яру.
Станом на 11 липня 2025 року редактори Oryx Blog знайшли фото чи відео підтвердження безповоротної втрати Росією 160 бойових машин БМД-4 (з них 149 знищено і 11 захоплено силами ЗСУ), ще низка були пошкоджені.

## Оператори
- Росія — 200 БМД-4М на озброєнні, станом на 2025 рік[18][2].
- Україна — невідома кількість захоплених під час бойових дій.

## Галерея

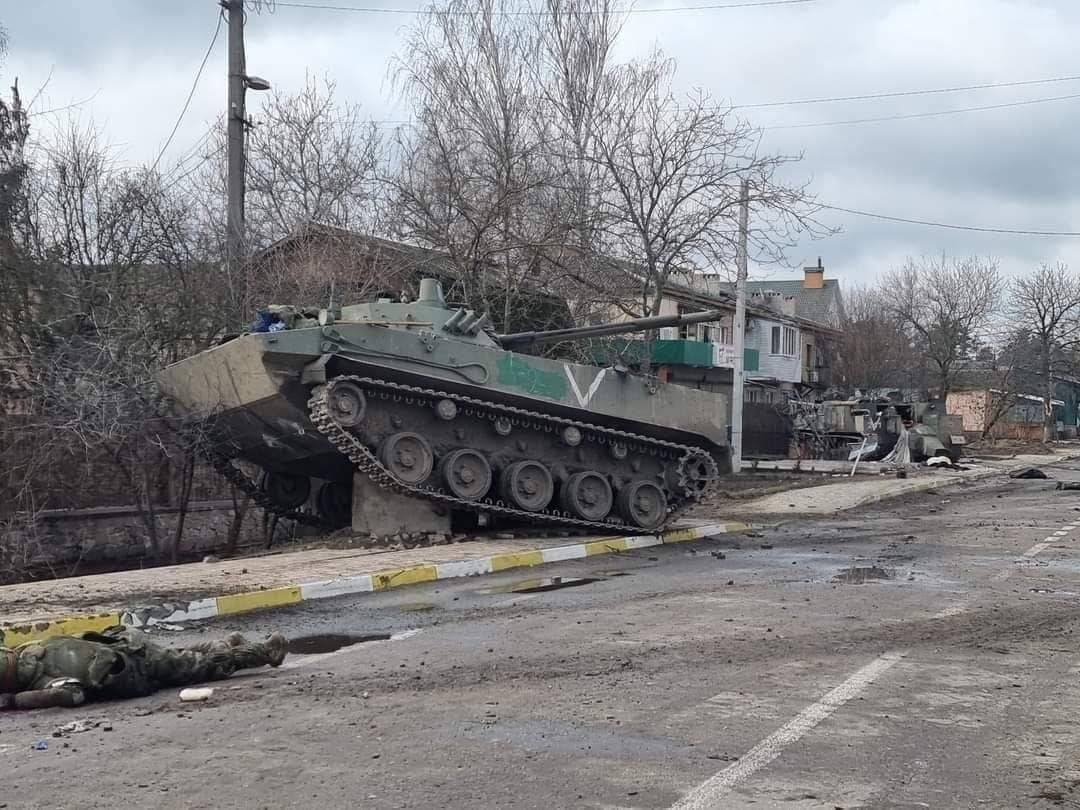
Російський БМД-4 застряг під час боїв за Гостомель
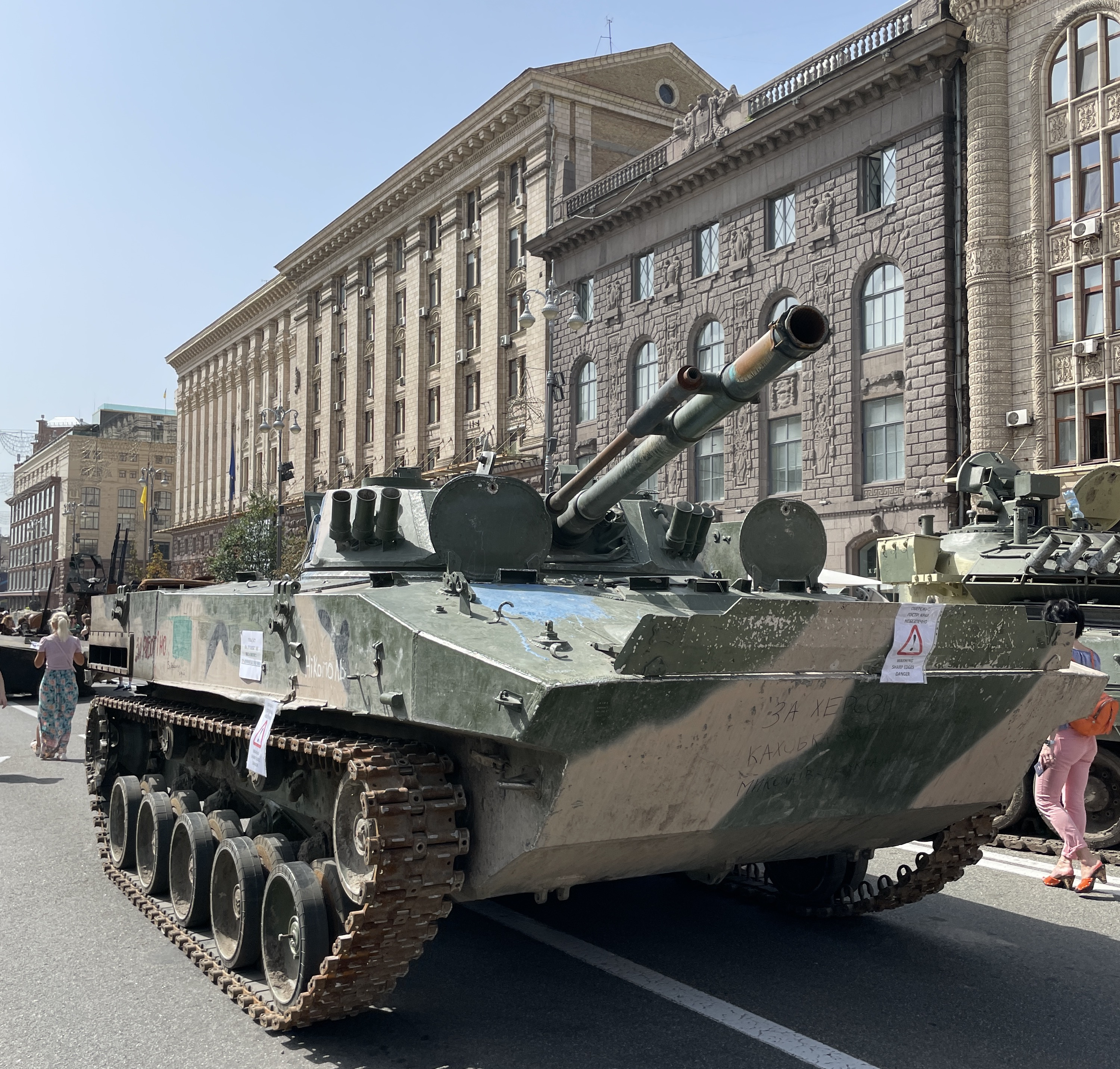
Захоплена БМД-4 на Хрещатику.
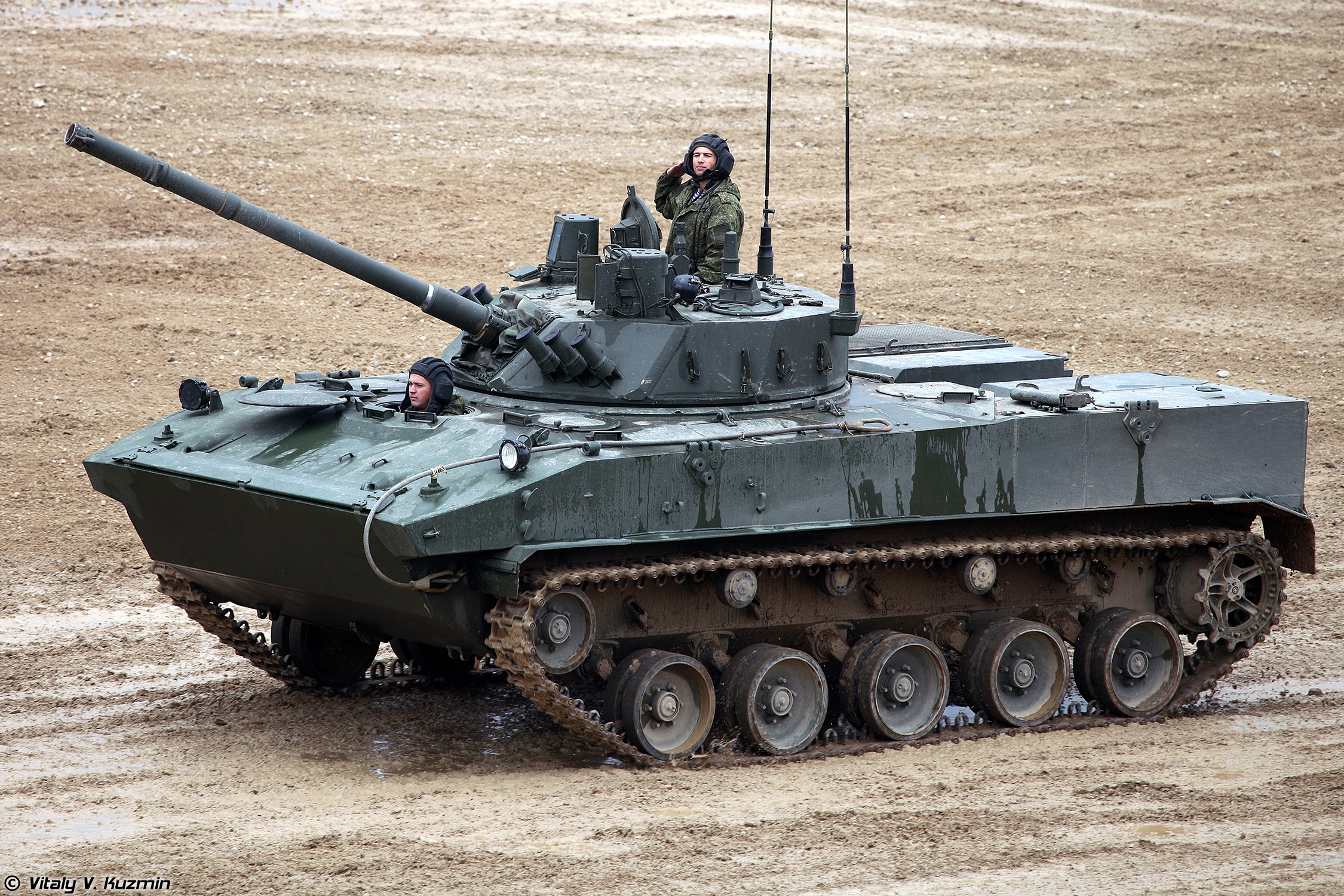
БМД-4М, виставка «Армія-2016»
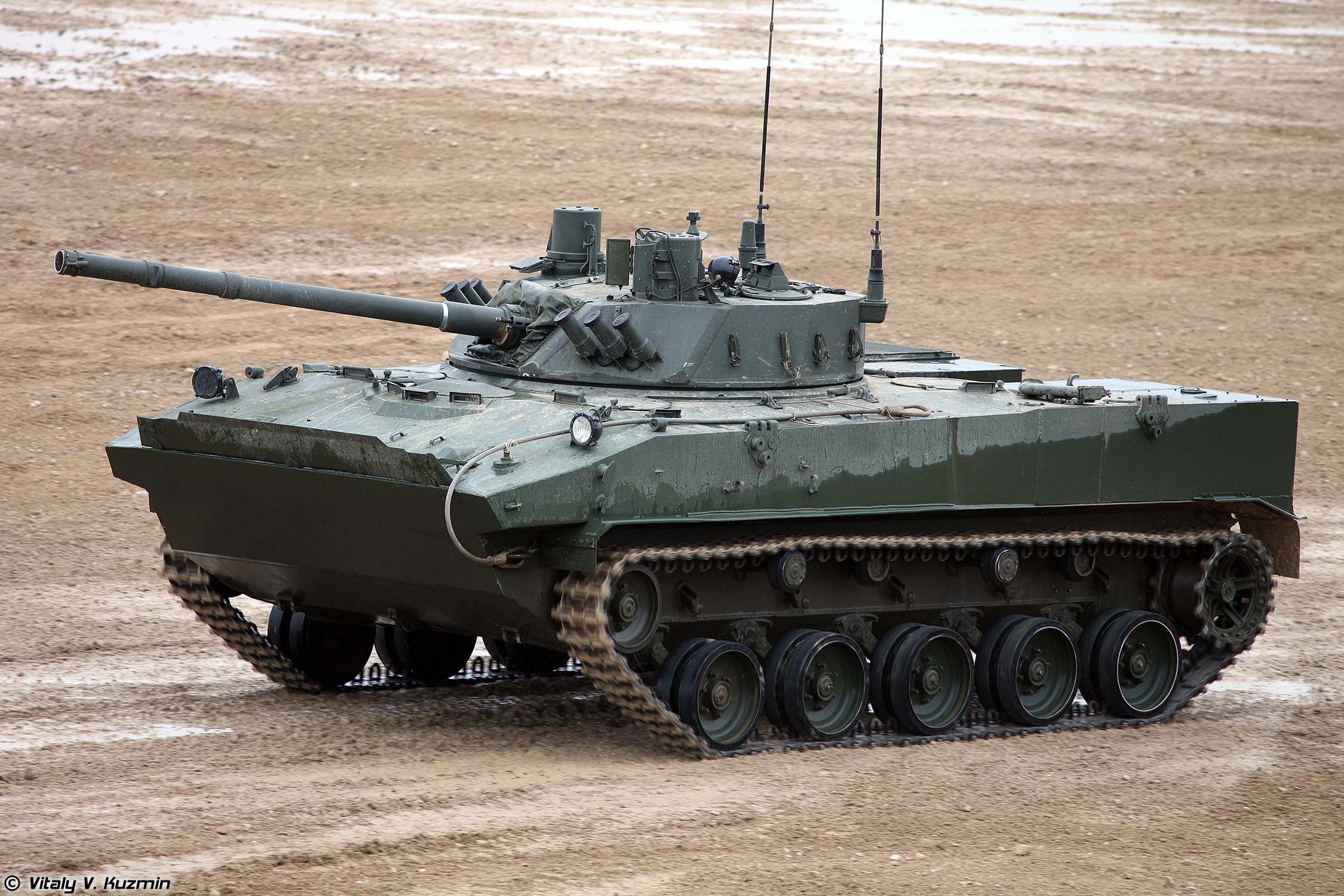
БМД-4М, виставка «Армія-2016»